# Museo delle Alpi (Bard)
Il Museo delle Alpi (In francese Musée des Alpes) è un polo museale che riguarda il sistema montuoso delle Alpi. È stato inaugurato a gennaio 2006 all'interno del Forte di Bard a Bard, in Valle d'Aosta.
In virtù di questa struttura, il museo non asseconda i canoni classici dei musei antropologici, scientifici o semplicemente d'arte, ma, ugualmente, è dotato di importanti collezioni di oggetti e manufatti, pietre e reperti che costituiscono parte integrante della storia della montagna alpina.

## Il Museo
Collocato al primo piano dell’Opera Carlo Alberto, principale corpo di fabbrica del Forte di Bard, il percorso espositivo del Museo delle Alpi si snoda in 25 sale, suddivise in tre sezioni, che conducono il visitatore alla scoperta della catena montuosa. Il racconto delle Alpi viene lasciato ai suoi testimoni: il naturalista, il geografo, l’antropologo, il meteorologo. Queste figure descrivono attraverso brevi interventi video il tema della rispettiva sezione, coinvolgendo direttamente il pubblico nell’esperienza della narrazione.

## Galleria d'immagini

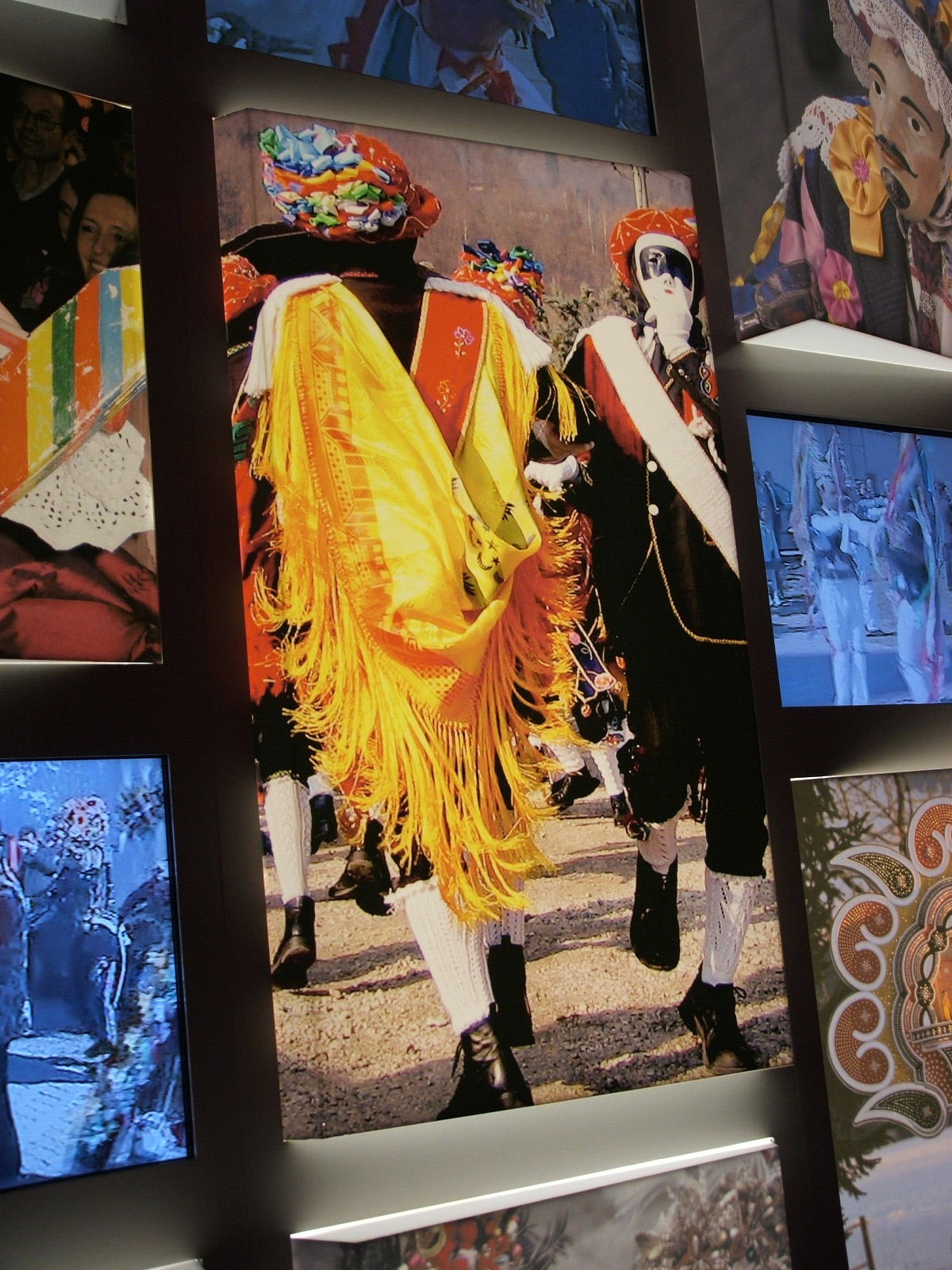
Maschere (Landzette) del carnevale della "Coumba freida"